# Italienisch-Ostafrika

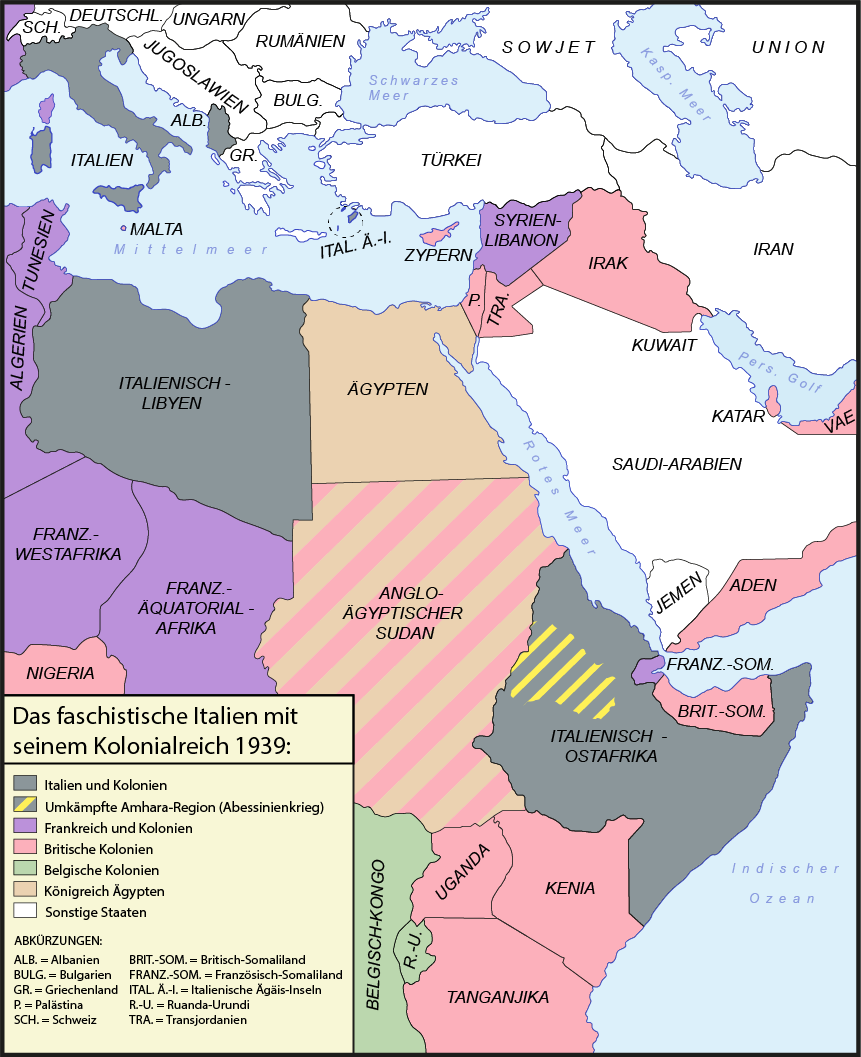
Lage von Italienisch-Ostafrika im Rahmen des faschistischen Kolonialreiches (1939)

Italienisch-Ostafrika (italienisch Africa Orientale Italiana, kurz AOI oder A.O.I.) war eine von 1936 bis 1941 bestehende Kolonie des faschistischen Königreichs Italien in Ostafrika. Sie entstand im Zuge des Abessinienkrieges und umfasste neben dem völkerrechtswidrig besetzten Gebiet des Kaiserreiches Abessinien (Äthiopien) auch die älteren italienischen Kolonien Eritrea und Italienisch-Somaliland. Während des Zweiten Weltkrieges wurde in Folge des Ostafrikafeldzuges kurzzeitig auch die 1940 eroberte Kolonie Britisch-Somaliland angegliedert.
Die Geschichte Italienisch-Ostafrikas war geprägt durch die fortdauernden militärischen Auseinandersetzungen zwischen der italienischen Besatzungsmacht und der abessinischen Widerstandsbewegung („Patrioten“). Wie schon in der Hauptkriegsphase 1935/36 setzte Italien dabei chemische Massenvernichtungswaffen ein (z. B. Massaker von Zeret). Weite Teile Nordäthiopiens konnten die Italiener jedoch niemals unter ihre Kontrolle bringen. Die Ökonomie der Kolonie blieb eine Kriegswirtschaft. Im italienischen Besatzungsgebiet etablierten die Generalgouverneure Pietro Badoglio (1936), vor allem aber Rodolfo Graziani (1936–1937), eine Terrorherrschaft. Im Rahmen gezielter politischer Säuberungen oder großer Massaker (Addis Abeba, Debre Libanos) ließen die Faschisten verschiedene soziale Bevölkerungsgruppen systematisch ermorden, darunter auch die intellektuelle und christlich-orthodoxe Elite des besetzten Kaiserreiches. Insgesamt fielen dem italienischen Besatzungsregime zwischen 1936 und 1941 zwischen 180.000 und 480.000 äthiopische Widerstandskämpfer und Zivilisten zum Opfer.
Unter Generalgouverneur Amedeo von Savoyen-Aosta (1937–1941) wurde in Italienisch-Ostafrika außerdem ein rassistisches Apartheidsystem ausgebaut, das der späteren Apartheid in Südafrika ähnelte und sich in seiner Radikalität deutlich von der damaligen britischen und französischen Kolonialpolitik unterschied.

## Bezeichnung
Vom eigentlichen Africa Orientale Italiana zu unterscheiden ist die nicht-formelle Bezeichnung „Italienisches Ostafrika“ für verschiedene italienische Kolonialgebiete am Horn von Afrika. Dies umfasste ab 1870 kleinere Niederlassungen am Roten Meer, wenige Jahre später kamen ganz Eritrea und Italienisch-Somaliland dazu, 1936–1941 auch Äthiopien.

## Geschichte

### Vorgeschichte: Eroberung Abessiniens

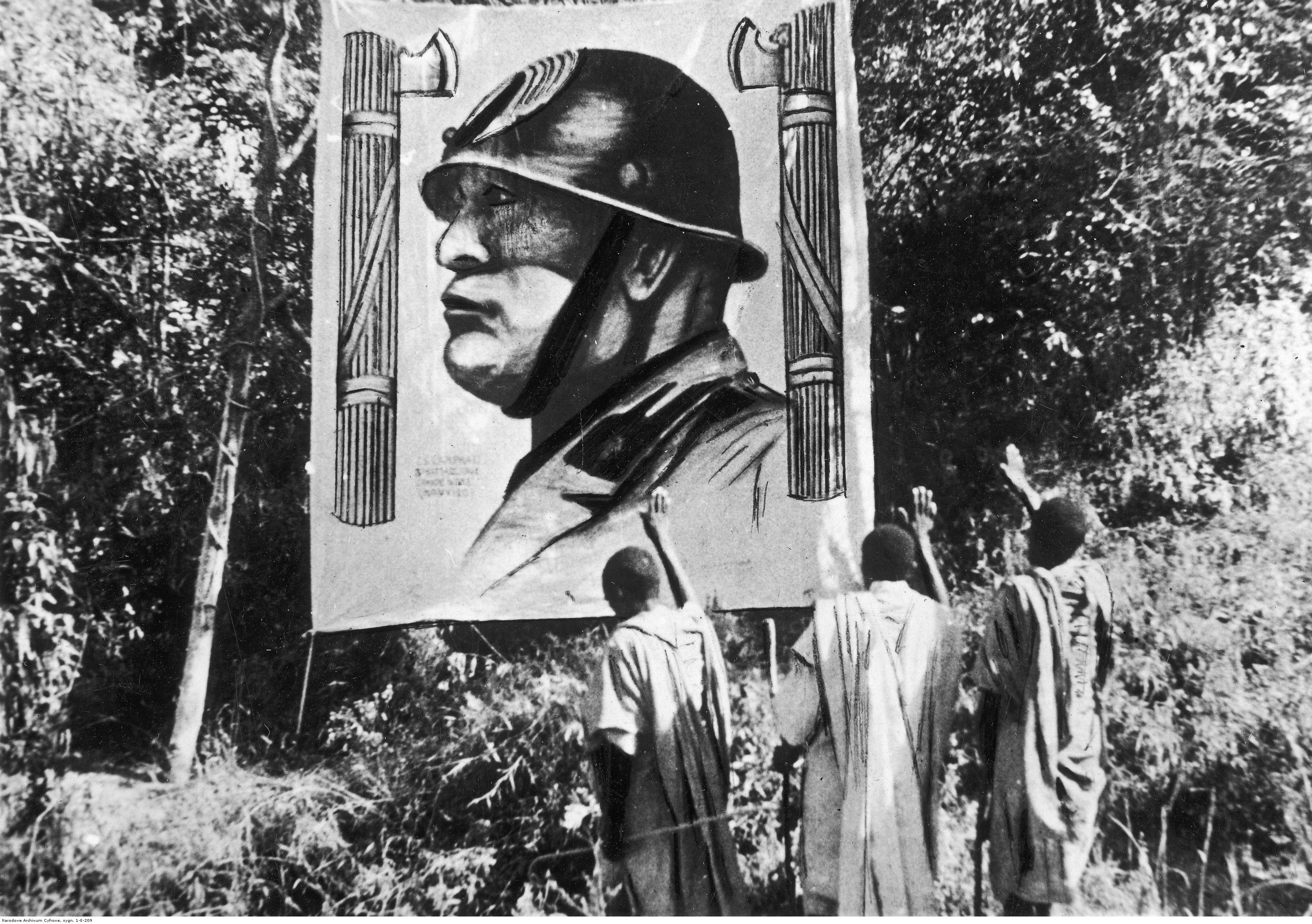
Abessinier mit saluto romano im abessinischen Mekelle (1936)

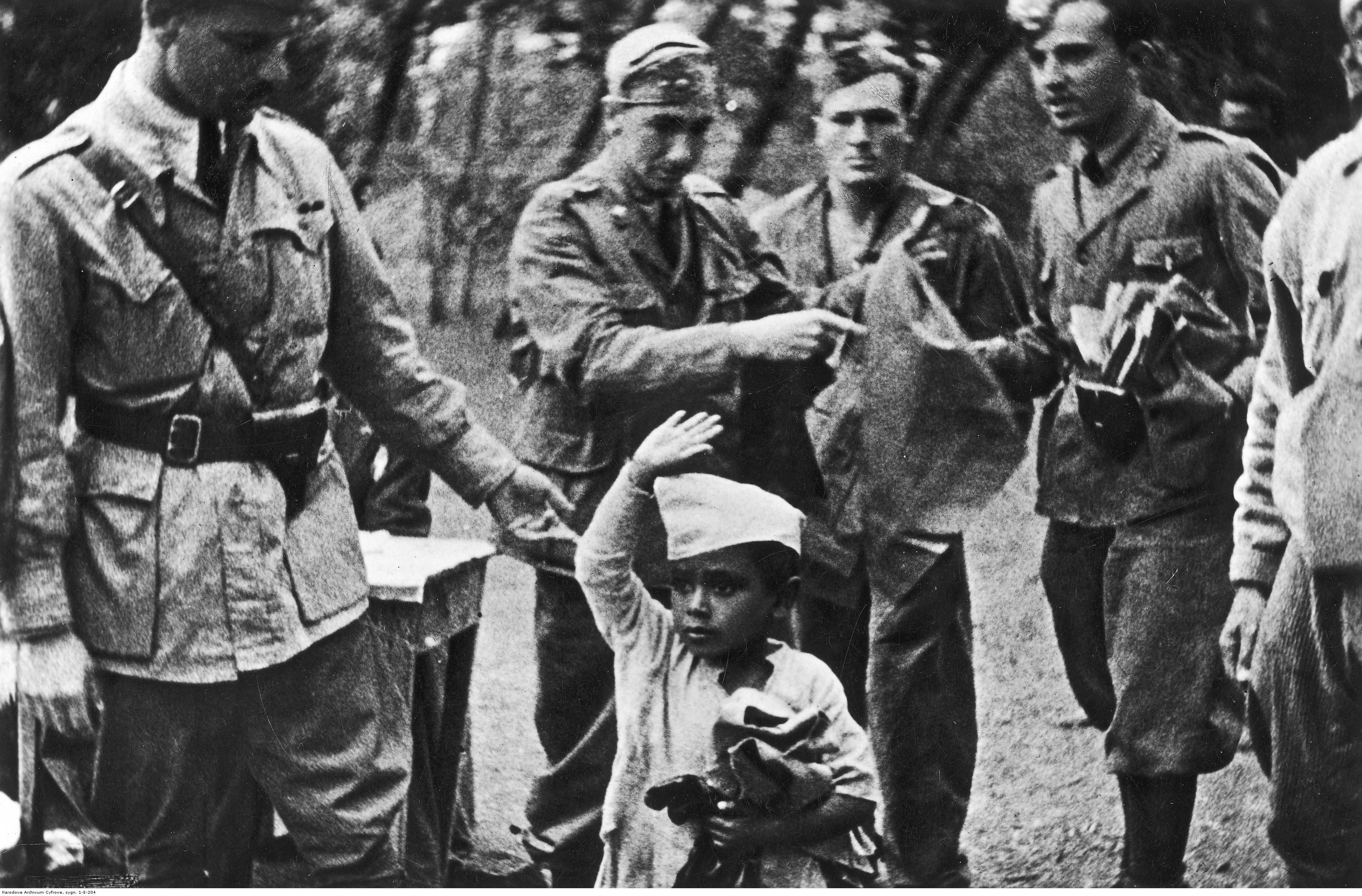
Abessinischer Junge zeigt umringt von italienischen Soldaten den saluto romano

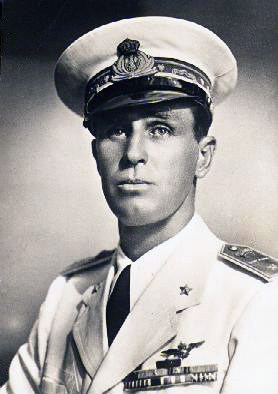
Amedeo von Savoyen-Aosta

Als Benito Mussolini 1935 mit der Eroberung Äthiopiens begann (Italienisch-Äthiopischer Krieg, vom Völkerbund verurteilt, das Embargo wurde unterlaufen), riskierte er einen Krieg mit Großbritannien. Während die britische Regierung – ein National Government unter Stanley Baldwin – die Home Fleet ins Mittelmeer schickte, massierte Mussolini an der libysch-ägyptischen Grenze Truppen, um Sues und damit die britische Herrschaft im Mittelmeer zu bedrohen. Großbritannien ließ es schließlich aus politischen Gründen zu, dass Mussolini mit 330.000 italienischen Soldaten – der größten außerafrikanischen Armee, die je in Afrika agierte – und 87.000 Askaris von Eritrea und Somalia aus Abessinien eroberte und bei den Kämpfen gegen die 500.000 Mann des äthiopischen Kaisers auch Giftgasbomben einsetzte. Auch die Zivilbevölkerung und landwirtschaftliche Flächen wurden massiv mit Senfgas bombardiert, was einen Verstoß gegen das auch von Italien im Jahr 1928 ratifizierte Genfer Protokoll bedeutete. Der damals von vielen (u. a. Hitler) bewunderte italienische Mut stand somit auch mit Großbritannien in Zusammenhang und nicht nur mit Äthiopien. Obwohl Addis Abeba fiel, hatten die Italiener zu keiner Zeit das gesamte äthiopische Gebiet unter Kontrolle.
Die Entscheidung der britischen Führung, die italienische Invasion zuzulassen, brachte Großbritannien in den kommenden Jahren im Mittelmeerraum in eine ähnlich problematische Lage wie Italien. Italien hatte in Ostafrika 1936 ein recht großes Kolonialgebiet, das jedoch vom Mutterland völlig isoliert lag. Allerdings stellte es eine gewisse Bedrohung der britischen Verbindungen zwischen Kairo, Kapstadt und Indien dar. Wirklich bedrohlich für Großbritannien war jedoch, dass Italien von der libyschen Kyrenaika und von Ostafrika aus den Sudan, Ägypten, den Sueskanal, also ganz Nordostafrika und somit die britische Kontrolle über das Mittelmeer und die Seeroute nach Britisch-Indien in Gefahr bringen konnte.
1940 zeigte sich dann, dass Italiens unzureichend motorisierte und gepanzerte Truppen im nordafrikanischen Wüstenkrieg keine wirkliche Bedrohung für das britisch kontrollierte Ägypten und den Sueskanal darstellten. Auch in Ostafrika konnten die isolierten italienischen Verbände gegen die aus Indien und anderen Teilen des Empires kommenden Commonwealth-Truppen letztlich kaum auf einen strategischen Erfolg (Sudan, Libyen, Ägypten) hoffen, vor allem nicht, wenn es in Nordafrika zu keinem gleichzeitigen Vormarsch nach Osten und Südosten kam.
Italien konnte in Ostafrika 1940 gegen Großbritannien gewisse Erfolge erzielen (Besetzung von Britisch-Somaliland in kurzer Zeit). Dieser und der anschließend an verschiedenen Stellen teilweise kühn geführte Kampf gegen den alliierten Gegenangriff können nicht über die zum Teil katastrophale Vorbereitung, Planung und Führung des Krieges durch das faschistische Regime hinwegtäuschen.

### Zweiter Weltkrieg und Ende der Kolonie
Vor allem wegen der Aufstände gegen die faschistische Herrschaft in Äthiopien waren dort beträchtliche italienische Truppenkontingente stationiert (vgl. Italienische Kriegsverbrechen in Afrika). 1937 standen statt der vorgesehenen 100.000 Soldaten 135.000 italienische Soldaten und 120.000 Kolonialtruppen auf äthiopischem Boden, im Mai 1940 waren es dann insgesamt 285.000 Soldaten, davon 85.000 Italiener (etwas später dann 91.000). Diese Truppen sollten (und mussten) im Falle eines Kriegs auf sich allein gestellt kämpfen. Ihr Befehlshaber, Marschall Rodolfo Graziani, forderte im Dezember 1937 u. a. drei Panzerbrigaden (praktisch die ganze damalige italienische Panzertruppe) zur wirksamen Verteidigung des Gebiets, was mit der Begründung abgelehnt wurde, er solle sich vorrangig um die innere Sicherheit kümmern. Erst im Mai 1940 trafen 50 minderwertige Panzer (11 Tonnen (Fiat M11/39) bzw. 5 Tonnen) und einige Artilleriegeschütze ein. Wegen mangelnder Motorisierung konnten sich die zahlenmäßig starken italienischen Verbände kaum auf angemessene Weise in den enormen Operationsräumen bewegen. Die ständigen Aufstände banden darüber hinaus einen großen Teil dieser Verbände in Äthiopien. Die Nachschublage war weit davon entfernt, die „autonome“ Kriegsführung (vorgesehene Dauer: ein Jahr) zu ermöglichen. Die Italiener und ihre Eritreer konnten mit diesen Verbänden gerade noch Aufstände niederschlagen, aber keinen modernen Krieg gegen eine Großmacht führen. Italienische Anfangserfolge wurden dadurch begünstigt, dass Großbritannien zunächst sehr wenige Truppen in der Region stationiert hatte (fast 20.000). Im Gegensatz zu den Italienern konnten diese jedoch laufend verstärkt (+60.000) und versorgt werden.

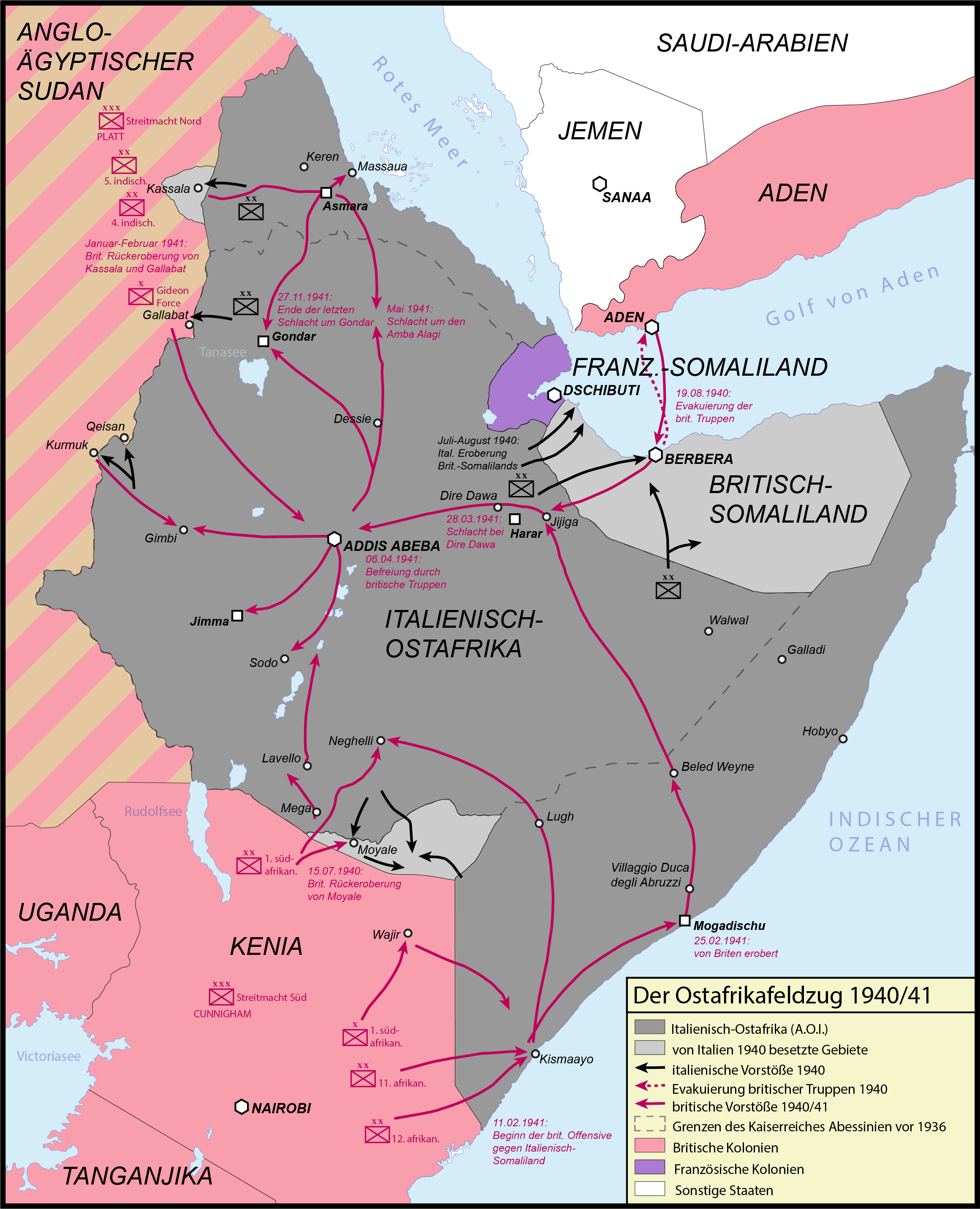
Der Ostafrikafeldzug 1940/41

Nach Mussolinis Kriegserklärung am 10. Juni 1940 eroberten die Italiener zunächst das strategisch wichtige Kassala im Südosten des Sudans und einige kleinere, als günstig erachtete Stellen an den Grenzen zum britischen Kenia (Moyale) und zum französischen Dschibuti. Obwohl man befürchtete, dass das zum Vichy-Frankreich gehörende Dschibuti von den Briten als künftige Operationsbasis besetzt werden könnte, verzichtete man hier vertragsgemäß auf einen Angriff. Britisch-Somaliland war hingegen ab dem 3. August 1940 das Ziel eines ersten großen italienischen Angriffs. Die wenigen Bataillone (darunter ein Bataillon des schottischen Black-Watch-Regiments) des britischen Generals Arthur Reginald Chater versuchten an einer Bergkette 60 km hinter der Grenze eine wirksame Verteidigung aufzubauen, scheiterten aber bei Tug Argan nach vier Tagen schwerer Kämpfe an den 26 Bataillonen des italienischen Generals Guglielmo Nasi. Nach der Besetzung Britisch-Somalilands hatten die Commonwealth-Truppen 250 Mann verloren, die Italiener und ihre Askaris 205.
Sechs Monate später, im Februar 1941, startete Großbritannien von Kenia aus eine Gegenoffensive in Richtung Italienisch-Somaliland. Der italienische Widerstand gegen den britischen Vormarsch war zunächst sporadisch und wenig effektiv, später brach er angesichts der mangelnden Motorisierung und Luftunterstützung völlig zusammen. General Cunninghams motorisierte Truppen stießen nach der Besetzung Mogadischus weiter in das äthiopische Tiefland (Ogaden) vor.
Zur gleichen Zeit griffen britische Truppen unter Lieutenant-General William Platt vom Sudan aus an, wodurch Abessinien in eine strategische Zange genommen werden konnte. Die Italiener zogen sich in isolierte und leichter zu verteidigende Gebiete zurück, auch weil die britischen Truppen von einheimischen Rebellen sehr effektiv unterstützt wurden. Dabei kam es u. a. auch zum Massaker von Dire Dawa (80 km nordwestlich von Harar), wo die vollständige Auslöschung der italienischen Bevölkerung nur durch eine Intervention des britischen Generals Harry Edward de Robillard Wetherall verhindert werden konnte (im weiteren Verlauf ersuchten die Italiener die britischen Truppen mehrmals, bestimmte Gebiete schnell zu besetzen, um weitere Massaker an der italienischen Zivilbevölkerung zu verhindern). Ende März 1941 hielt der italienische Vizekönig, Amedeo von Savoyen-Aosta, einen weiteren italienischen Widerstand bei Addis Abeba für unmöglich. Er zog sich mit 7.000 Mann auf den Amba Alagi zurück, wo schon 1895 die 2.400 Mann des Majors Pietro Toselli bis zur letzten Patrone gekämpft hatten. Erst jetzt fingen die Italiener an, sich entschlossen zu wehren. Bei Keren scheiterte der britische Vormarsch nach Massaua zwei Monate lang am Widerstand der Truppen des italienischen Generals Nicolangelo Carnimeo. Von El Alamein (Fallschirmjägerdivision „Folgore“ und Panzerdivision „Ariete“) und Enfidaville (Infanteriedivision „Trieste“) abgesehen, kämpften die italienischen Truppen im Zweiten Weltkrieg nirgendwo so entschlossen und diszipliniert gegen die Truppen des Empire wie in Keren, auf dem Amba Alagi und um Gondar. Insgesamt blieb der entschlossene italienische Widerstand jedoch auf einige wenige Orte und Personen (Amedeo Guillet) beschränkt, in vielen anderen Gegenden zeigten die italienischen Offiziere und ihre Truppen einen vergleichsweise geringen Kampfgeist, was zum Teil bis zu Verweigerungen von Befehlen des Vizekönigs (so bei der befohlenen Verteidigung der Bergpässe bei Harar und anderer Schlüsselstellungen) führte. Der vereinzelte entschiedene italienische Widerstand endete im November 1941 mit dem Fall von Gondar.

## Verwaltung

### Völkerrechtlicher Status
Mit der am 1. Juni 1936 verkündeten Legge organica wurden die Gebiete des Kaiserreiches Abessinien mit den Kolonien Eritrea und Somalia zu Italienisch-Ostafrika verschmolzen. Juristisch erhielt das rund 1.708.000 km² umfassende Italienisch-Ostafrika zwar den Status einer Kolonie. Auf dem Gebiet des Kaiserreiches Abessinien handelte es sich jedoch faktisch um eine Besatzungsherrschaft, da Abessinien vor der Annexion ein souveräner und international anerkannter Staat gewesen war. Die Rechtslage ähnelte somit den später vom nationalsozialistischen Deutschland besetzten Ländern wie Österreich, der Tschechoslowakei oder Polen. Dennoch wurde die italienische „Eroberung“ Äthiopiens vom Großteil der Welt anerkannt, wobei besonders bedeutend die Anerkennung durch Großbritannien im April 1938 war. Einige Staaten verweigerten jedoch ihre Anerkennung, so die USA, die Sowjetunion, Mexiko, Neuseeland und Haiti.

### Administrative Einteilung und Bürokratie

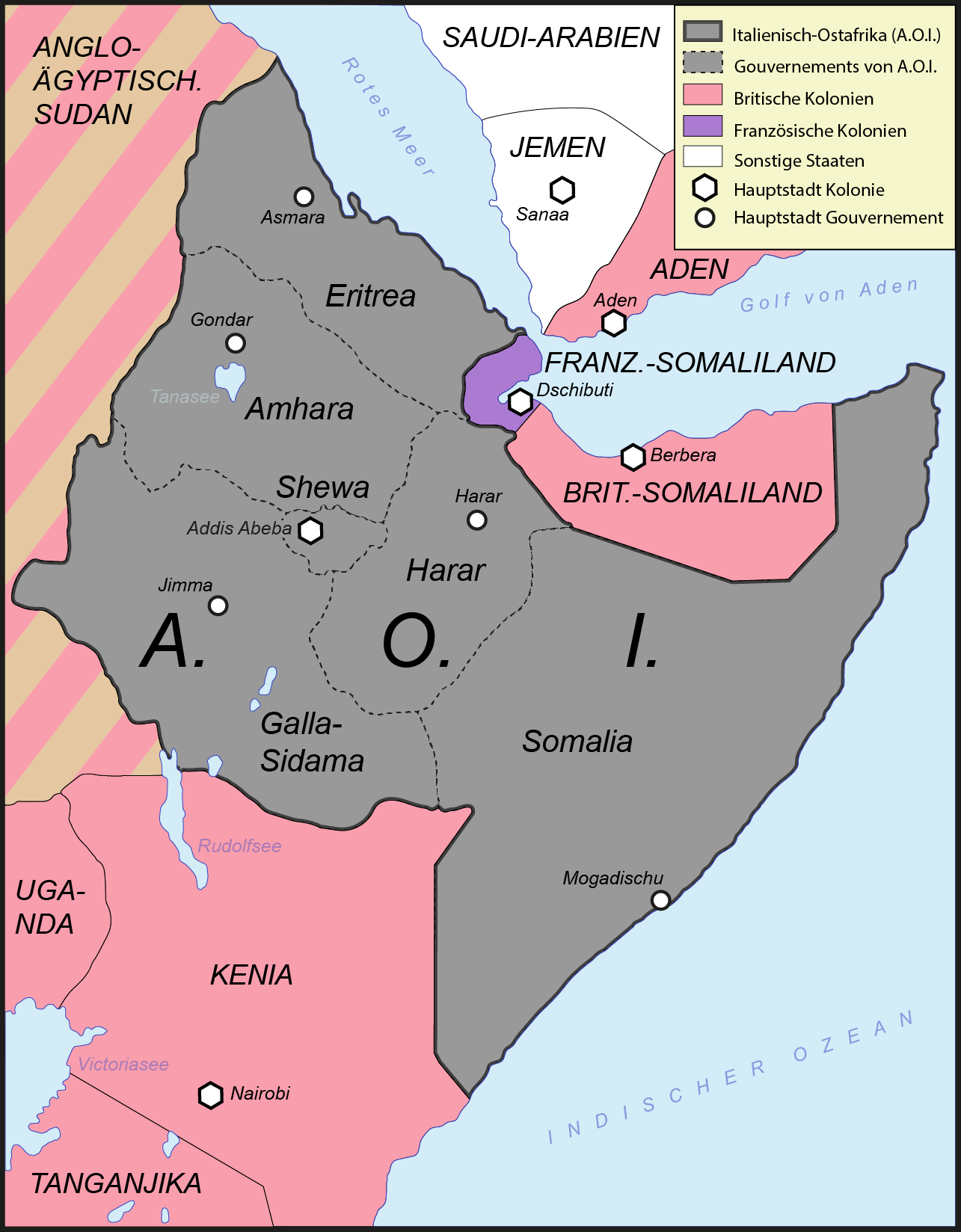
Administrative Einteilung von Italienisch-Ostafrika (A.O.I.)

Die zuvor bestehende kaiserliche Verwaltungsordnung Abessiniens wurde von den Faschisten vollkommen zerlegt und anhand ethnischer und religiöser Grenzen neu geordnet. Die neue Kolonie Italienisch-Ostafrika bestand offiziell aus den Gouvernements Eritrea und Somalia sowie dem Kaiserreich Äthiopien (Impero d’Etiopia), welches jedoch als geographische Einheit faktisch von der Landkarte verschwand. Der Begriff blieb hauptsächlich im zusätzlichen Titel des italienischen Königs als „Kaiser von Äthiopien“ erhalten, der sich auf die restlichen vier Gouvernements Addis Abeba (Shewa), Amhara, Harar und Galla-Sidama bezog.
| Supraeinheit          | Gouvernement     | Hauptstadt  | Einwohner | Fläche      | Bevölkerungsdichte  | Anmerkung                                                                          |
| --------------------- | ---------------- | ----------- | --------- | ----------- | ------------------- | ---------------------------------------------------------------------------------- |
|                       | Eritrea          | Asmara      | 1.000.000 | 221.000 km² | 4,52 Einw. pro km²  | Ehemalige Kolonie Eritrea, erweitert um Teile der nordäthiopischen Provinz Tigray  |
|                       | Somalia          | Mogadischu  | 1.300.000 | 702.000 km² | 1,85 Einw. pro km²  | Ehemalige Kolonie Somaliland, erweitert um das äthiopische Ogaden-Gebiet           |
| Kaiserreich Äthiopien | Addis Abeba      | Addis Abeba | 300.000   | 7000 km²    | 42,86 Einw. pro km² | Das Gouvernement wurde später in Shewa umbenannt                                   |
| Kaiserreich Äthiopien | Amhara           | Gondar      | 2.000.000 | 223.000 km² | 8,97 Einw. pro km²  | Bestehend aus den alten Provinzen Begemder, Wello, Gojjam und dem nördlichen Shewa |
| Kaiserreich Äthiopien | Harar            | Harar       | 1.300.000 | 202.000 km² | 6,44 Einw. per km²  | Mehrheitlich islamische Bevölkerung                                                |
| Kaiserreich Äthiopien | Galla und Sidama | Jimma       | 1.600.000 | 353.000 km² | 4,53 Einw. pro km²  | Umfasste die Völker der südlichen und südwestlichen Provinzen                      |

Regiert wurden alle Gouvernements von einem in der jeweiligen Verwaltungshauptstadt residierenden Gouverneur, wobei alle sechs Gouverneure dem Generalgouverneur in Addis Abeba unterstanden. Dessen vollständiger Titel lautete „Generalgouverneur von Italienisch-Ostafrika und Vizekönig des Königs von Italien und Kaisers von Äthiopien“. Der Generalgouverneur und Vizekönig („eine Art Prokonsul von Mussolinis Gnaden“) war der höchste zivile Repräsentant der italienischen Kolonialmacht und hatte gleichzeitig auch den Oberbefehl über alle in der Kolonie stationierten italienischen Truppen. Zwar verfügte der Generalgouverneur über weitreichende Kompetenzen, jedoch war er in allen entscheidenden Belangen von den Entscheidungen des Diktators in Rom abhängig. Damit übte Mussolini seine persönliche Herrschaft fast ohne Einschränkungen auch über Italienisch-Ostafrika aus.
Auf der Ebene unter den Gouvernements bestanden, in hierarchisch absteigender Folge, Bezirkskommissariate, Residenzen und Vize-Residenzen. Unter all diesen nahmen die Residenzen einen Schlüsselfaktor der italienischen Kontrolle ein, und der Resident verfügte oftmals über autokratische Vollmachten. Die Grenzen der drei unteren Verwaltungsebenen – Bezirkskommissariate, Residenzen und Vize-Residenzen – wurden niemals genau festgelegt, und ihre Anzahl änderte sich im Verlauf der italienischen Herrschaft mehrmals.

Flagge des Generalgouverneurs und Vizekönigs (1938–1941)

An der Spitze der faschistischen Machtausübung stand ein von Rom eingesetzter Vizekönig. Dieser wirkte nicht nur als Generalgouverneur und höchster ziviler Repräsentant der Kolonialmacht, sondern führte auch das Kommando über die in Ostafrika stationierten Truppen. Am 9. Mai 1936 wurde Marschall Pietro Badoglio zum ersten Vizekönig ernannt. Als jedoch sein Vorschlag, das eroberte Reich mit Hilfe der traditionellen lokalen Führungsschicht zu verwalten, von Kolonialminister Alessandro Lessona verworfen wurde, trat Badoglio innerhalb weniger Tage zurück. In Rom hatte sich Mussolini für eine direkte Form der Besatzungsherrschaft entschieden. Unter der Losung „keine Macht den Ras“ wurde auf die Mitwirkung der alten amharischen Herrschaftselite verzichtet und in den besetzten Gebieten ein System von Statthaltern eingeführt, in dem italienische Generäle die höchsten Posten besetzten. Am 21. Mai 1936 folgte der zum Marschall beförderte General Rodolfo Graziani als zweiter Vizekönig Italienisch-Ostafrikas. Grazianis von „extremen Gewaltmethoden“ geprägte Besatzungspolitik führte jedoch nicht zu der von Rom angestrebten Befriedung des Landes, sondern fachte den Aufruhr im Gegenteil immer wieder von neuem an. Am 10. November 1937 wurde er daher durch Herzog Amedeo von Savoyen-Aosta ersetzt, der am 26. Dezember in Addis Abeba eintraf. Herzog Amedeo leitete umgehend eine weniger repressive Besatzungspolitik ein, welche aber auch nicht vollends auf Gewalt verzichtete. Er blieb bis 1941 im Amt, konnte den abessinischen Widerstand aber ebenfalls nicht entscheidend besiegen.

### Siedlungspolitik
Italienische Kolonialisten idealisierten Abessinien bereits im 19. Jahrhundert als mögliches Kolonialgebiet. Einerseits sahen sie in der Umwandlung Abessiniens in eine Siedlungskolonie die Lösung für demographische Probleme. Zwischen der Einigung Italiens 1861 und 1911 stieg die italienische Gesamtbevölkerung von 25,7 Millionen auf 35,9 Millionen Menschen an. Das überwiegend gebirgige Festland Italiens bot für die wachsende Bevölkerung nur eine begrenzte landwirtschaftlich nutzbare Fläche. Die ökonomische Leistung des Landes blieb schwach, und die Industrialisierung nahm auch in Norditalien erst um 1900 rasanter zu.
Die Umwandlung Äthiopiens zu einer Siedlungskolonie wurde zu einem „völligen Fehlschlag“. Im Jahr 1939 zählte die gesamte Kolonie Italienisch-Ostafrika eine italienische Bevölkerung von 130.000 Menschen, davon 60.000 auf äthiopischem Gebiet. Damit beherbergte allein die Stadt New York zehnmal mehr italienische Einwohner als das italienische Impero. Gleichzeitig stellte sich ein Trend ein, dass mehr Italiener aus Ostafrika nach Italien zurückkehrten als umgekehrt einwanderten.

### Das Apartheidsystem
Das Jahr 1936 markiert den Beginn einer akzentuierten Rassenpolitik des italienischen Faschismus, welche in den afrikanischen Kolonien zu einer immer intensiveren Segregationspolitik führte, und die sich ab 1938 auch mit der antisemitischen Gesetzgebung Italiens überschnitt. Mit dieser neuen Politik vollzog das faschistische Regime eine deutliche Wende in der bisherigen Kolonialpolitik hin zu einer organisierten Rassentrennung, die weit über den „üblichen“ Kolonialrassismus anderer Kolonialstaaten hinausging. Vielmehr nahmen die Maßnahmen vieles von jener Politik vorweg, die in Südafrika ab 1948 unter den Begriff „Apartheid“ vollzogen wurde. Die Privilegien einer weißen Minderheit sollten mittels rigoroser Ausgrenzung der schwarzen Mehrheit gesichert werden. Auch wenn die faschistische Form der Rassentrennung in Italienisch-Ostafrika hinter dem Apartheidsystem Südafrikas zurückbleiben sollte, wird sie von Historikern ebenfalls als solches klassifiziert. Darüber hinaus wird – zur Abgrenzung sowohl vom traditionellen „Kolonialrassismus“ der meisten europäischen Kolonialmächte, als auch vom „Vernichtungsrassismus“ NS-Deutschlands – der Begriff „Apartheidsrassismus“ verwendet.

#### Ausgangslage und Ursachen
Das nach 1936 errichtete Apartheidsystem war keine reine Erfindung der Faschisten. Es knüpfte an Praktiken an, die in der Kolonie Eritrea bereits vor dem Ersten Weltkrieg gang und gäbe waren. Schon 1908 war dessen Hauptstadt Asmara in drei Wohnzonen aufgeteilt worden, von denen eine fortan exklusiv den Europäern vorbehalten blieb. Im zivilen Krankenhaus der eritreischen Hafenstadt Massaua wurden im selben Jahr getrennte Abteilungen für europäische und schwarze Patienten eingerichtet. 1909 schuf die Kolonialmacht ein für italienische und afrikanische Kinder getrenntes Schulsystem, und 1916 untersagte ein Erlass den Einheimischen – mit Ausnahme des Dienstpersonals – den Zutritt in das europäische Viertel von Asmara. Bis ins Jahr 1930 setzten sich auch getrennte Sitzetagen für weiße und schwarze Kinobesucher in Eritrea durch. Allerdings vollzog die Rassenpolitik nach der Annexion Äthiopiens einen eigentlichen Quantensprung. Erstmals überhaupt sah sich das faschistische Regime mit der Tatsache konfrontiert, dass im italienischen Herrschaftsbereich viele Millionen Afrikaner lebten. Verbunden mit Mussolinis Wunsch, die neue Kolonie zu einem Einwanderungs- und Siedlungsland für Italiener werden zu lassen, entdeckte das Regime somit 1936 die „Rassenfrage“. Angestoßen durch faschistische Anthropologen wie Lidio Cipriani, der die Äthiopier für eine minderwertige und zum Untergang verurteilte „Rasse“ hielt, begann eine intensive Diskussion um hochideologisierte Begriffe wie „Rassenansehen“ und „rassenwürdiges Verhalten“. Breiten Raum nahm dabei die obsessive Angst vor einer „Rassenmischung“ ein, weil die Faschisten diese für den Tod vieler früherer Weltreiche verantwortlich machten. Im engsten Kreis ließ Mussolini verlauten: „Man erobert kein Imperium, um sich zu entarten. Ich will keine Halbblute.“ Für die italienische Öffentlichkeit verlautete im März 1936 die Zeitung Gazzetta del Popolo auf ihrer Titelseite: „Das faschistische Imperium darf niemals ein Imperium der Mulatten werden.“ Damit schien mit einem Mal eine Politik zum „Schutz der italienischen Rasse“ geboten zu sein.

#### Gesetzliche Bestimmungen
Die Politik der Rassentrennung war in Italienisch-Ostafrika durch eine fortschreitende Radikalisierung gekennzeichnet, welche sich auf immer weitere Bereiche des gesellschaftlichen Lebens auswirkte. Anfangs folgten die Maßnahmen noch keinem klaren Konzept, sondern waren eher improvisiert. Man verließ sich auf generelle Ermahnungen und punktuelle Eingriffe. So ordnete Mussolini im Mai 1936 als Prävention gegen mögliches „Mischlingsproblem“ an, dass kein Italiener sich länger als sechs Monate in der Kolonie ohne Ehefrau aufhalten dürfe. Im Juni 1936 folgte ein Befehl von Kolonialminister Alessandro Lessona, die Rassentrennung zum Ausgangspunkt der Stadtplanung zu machen.
Eine erste Systematisierung erfuhr die Apartheidpolitik durch eine Direktive, die Kolonialminister Lessona am 5. August 1936 Vizekönig Graziani zukommen ließ. Darin wurde Graziani angewiesen, die „klare Trennung zwischen weißer und schwarzer Rasse“ zur Leitschnur der Politik in Italienisch-Ostafrika zu machen. Insbesondere sei jede Vertraulichkeit (familiarità) zwischen den „beiden Rassen“ zu vermeiden und der Alltagskontakt auf das Notwendigste zu beschränken. Wohnquartiere und Treffpunkte sollten getrennt gehalten werden, und bis die Männer ihre Familien aus Italien nachgezogen hätten, sollten Bordelle mit „Frauen weißer Rasse“ in Betrieb genommen werden, damit es zu keinen unerwünschten sexuellen Kontakten komme. Zementiert wurde das Apartheidsystem durch Rassengesetze. Das erste koloniale Rassengesetz vom April 1937 stellte das verbreitete Madamismo-Phänomen, also stabile und öffentliche, jedoch nichteheliche Beziehungen (Konkubinate) zwischen italienischen Staatsbürgern und schwarzen Frauen (Madame) unter Strafe. Das Eingehen einer solchen Liebesbeziehung konnte fortan mit bis zu fünf Jahren Gefängnis bestraft werden. Aufgrund dieses neuen Strafbestandes folgten bald die ersten Urteile gegen italienische Männer. Die Frauen kamen straflos davon, da sie aufgrund ihrer „minderen Rasse“ als schuldunfähig galten. Italienische Frauen dagegen, die sexuelle Beziehungen mit afrikanischen Männern unterhielten, konnten mit öffentlichem Auspeitschen und der Internierung in Konzentrationslagern bestraft werden. In einer Urteilsbegründung des Gerichts von Addis Abeba wurde der Zweck des Madamismo-Verbots bezeichnend umschrieben:

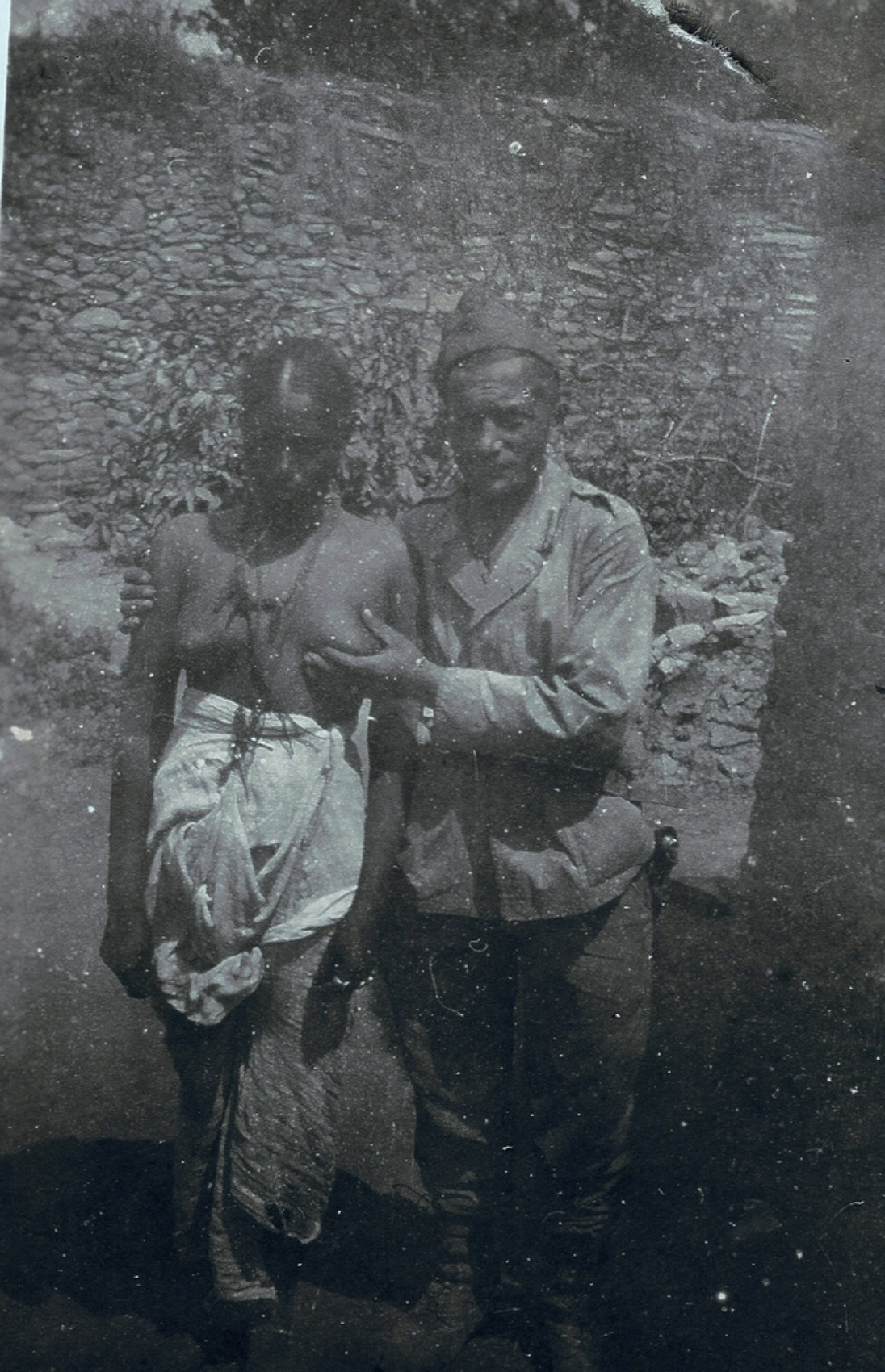
Ein italienischer Soldat mit einer Äthiopierin (1936)

„Der Zustand der physischen und moralischen Überlegenheit, die jede Eroberer- und Herrscherrasse besitzen muss, kann nur bestehen bleiben, in dem jede familiäre Vermischung mit den unterworfenen und minderwertigen Rassen vermieden wird.“
Bereits diese Wende zur systematischen, mit strafrechtlichen Konsequenzen belegten Rassentrennung war bis dahin weder in der britischen noch in der französischen Kolonialpolitik bekannt.
Weiter verschärft wurde die Rechtsungleichheit zwischen „dominierender“ und „minderwertiger Rasse“ durch die antisemitischen Dekrete vom November 1938, die sich zwar in erster Linie gegen die italienischen Juden richteten, aber auch Auswirkungen auf das koloniale Leben hatten. Eheschließungen zwischen italienischen Staatsbürgern „arischer Rasse“ und „Nicht-Ariern“ waren fortan verboten, also auch zwischen Italienern und afrikanischen Frauen. Ohne ihn explizit so zu benennen, kannte das italienische Eherecht von nun an den Strafbestand der „Rassenschande“. Das zweite koloniale Rassengesetz von Juni 1939 zielte auf eine institutionalisierte Form der Segregation. Von Benito Mussolini eingebracht und vom italienischen König unterzeichnet, wurde die Apartheid durch das Gesetz mit dem Titel „Strafmaßnahmen zum Schutz des Rasseansehens gegenüber den Eingeborenen in Italienisch-Ostafrika“ juristisch abgesichert. Mit dem Gesetz, das auf dem gesamten italienischen Staatsgebiet gültig war, wollte das faschistische Regime nicht mehr allein das „italienische Rasseansehen“ schützen, sondern alle Mitglieder der „arischen Rasse“. Von nun an konnten alle Europäer belangt werden, die ein für Schwarze reserviertes Lokal aufgesucht oder prestigeschädigende Arbeiten bei Eingeborenen aufgenommen hatten.
Besonders deutlich ist die fortschreitende Radikalisierung der kolonialen Rassengesetzgebung an der „Mischlingsfrage“ zu erkennen. Zwar konnte mit den rund 2.570 „Mischlingen“, die 1938 in Italienisch-Ostafrika gezählt wurden, kaum von einer echten „Frage“ gesprochen werden, doch war die Regierung in Rom offenbar von Beginn an entschlossen, diesem Aspekt besondere Aufmerksamkeit zu schenken. Bereits seit Juli 1936 besaßen nicht-anerkannte „Mischlinge“ keine Möglichkeit mehr, die italienische Staatsbürgerschaft zu erwerben. 1938 folgte dann ein rechtlicher Einschnitt für „Mischlinge“ mit italienischer Staatsbürgerschaft: Ihnen blieben seit dem August jenes Jahres eine Laufbahn als Berufssoldat und der Besuch der Militärakademie verwehrt. Dabei sollte aus Prestigegründen verhindert werden, dass „Farbige“ bei entsprechender Ausbildung und Karriere über einen italienischen Staatsbürger befehligen konnten. Mit der Verabschiedung des Rassengesetzes im November 1938 wurde der Ton gegenüber „Mischlingen“ merklich verschärft: Der „Mischling“ galt sowohl in psychischer als auch in physischer Hinsicht nun als „Produkt“, das alle schlechten Eigenschaften beider Rassen in sich vereinige und zum „Tod der Weltreiche“ führe. Endgültig zu lösen gedachte Mussolini die „Mischlingsfrage“ mit dem Gesetz vom 13. Mai 1940: „Mischlinge“, die bereits im Besitz der italienischen Staatsbürgerschaft waren, durften diese behalten. Auch konnte die Staatsbürgerschaft noch von jenen erworben werden, die zum Zeitpunkt der Gesetzesverabschiedung das 12. Lebensjahr vollendet, drei Jahre die Grundschule besucht hatten und eine „gute bürgerliche und politische Haltung“ nachweisen konnten. Allen anderen „Mischlingen“ blieb die Staatsbürgerschaft jedoch verwehrt und sie nahmen ohne Ausnahme den Status von „Untertanen“ (sudditi) ein. Diese Regelung war – wie auch von der ausländischen Presse festgestellt – in der bisherigen Kolonialpolitik einmalig.

#### Auswirkungen im Alltagsleben
Kaum ein gesellschaftlicher Bereich blieb von der von Rom angeordneten Segregations- und Diskriminierungspolitik unberührt. Die Apartheid schlug sich bis in die Stadtbilder nieder. In Addis Abeba, Harrar, Jimma, Gondar und Dessie wurden getrennte Wohnquartiere für Weiße und Schwarze eingerichtet. Allein in der Hauptstadt wurden tausende Einheimische gezwungen, in neue Quartiere umzuziehen. Selbst der traditionelle Markt, der seit den Zeiten Kaiser Meneliks II. in der Nähe der St.-Georgs-Kathedrale stattfand, musste ins Eingeborenenquartier verlegt werden. Es entstanden rassengetrennte Schulen, Spitäler, Restaurants, Bars, Läden, Kinos, Friedhöfe und Bordelle. In Bussen durften sich schwarze Passagiere nur im hinteren Wagenbereich aufhalten, der vordere Teil war Weißen vorbehalten. Öffentliche Amtsstellen richteten getrennte Schalter ein, da es dem „Rasseansehen“ abträglich war, wenn sich ein Italiener in eine Schlage mit Äthiopiern einreihen und wie alle anderen warten musste. 1940 gab schließlich der Vizekönig bekannt, dass er mit dem Bevollmächtigten des Vatikans eine Vereinbarung getroffen habe, die in Zukunft getrennte Messen für Italiener und Schwarze vorsehe. Italiens Katholische Kirche hatte die Eroberung Äthiopiens mit dem Ausblick auf bessere Missionierungsmöglichkeiten begrüßt, und weitete mit ihren Emissären die Rassentrennung auch auf die Bereiche der Liturgie aus. Dies trug zu schwerwiegenden Spannungen zwischen den Anhängern des lateinischen Ritus und dem einheimischen Klerus der Äthiopisch-Orthodoxen Kirche bei.
Darüber hinaus diskriminierte die italienische Kolonialmacht die schwarze Bevölkerung auch ökonomisch. Rasch bildete sich eine rassistisch strukturierte Berufshierarchie heraus, die auf dem Prinzip ungleicher Bezahlung beruhte. Die Schwarzen erhielten für die gleiche Arbeit meistens nicht den gleichen Lohn ausbezahlt. Sie wurden als unerschöpfliches Reservoir völlig bedürfnisloser Arbeitskräfte behandelt, denen man die anstrengendsten und schmutzigsten Arbeiten zuwies. Auch erhielten schwarze Kinder nicht die gleiche Ausbildung wie jene von weißen Beamten- oder Siedlerfamilien. Die Dauer der Schulzeit wurde auf drei Jahre beschränkt. Wenige Kenntnisse in Mathematik, Hygiene, italienischer Geographie und faschistischer Heldengeschichte galten als ausreichend, da für sie in der Kolonialgesellschaft ohnehin nur ein Platz in dienender Funktion vorgesehen war.

## Wirtschafts- und Siedlungspolitik
Die Wirtschaftspolitik in Italienisch-Ostafrika war stark geprägt vom faschistischen System des Korporatismus. Zur Erlangung der völligen Kontrolle über die Ökonomie des Landes, setzten die Faschisten zunächst eine Schwächung oder Ausschließung von ausländischen Konkurrenten durch. Die betraf in erster Linie die indische Firma G. M. Mohamedally & Co., die vor der italienischen Invasion 1935 das führende Unternehmen im Kaiserreich Abessinien war, sowie die französische Firma von Antonin Besse.
Der Ausschluss ausländischer Unternehmen aus dem ökonomischen Wettbewerb Italienisch-Ostafrikas führte zu einer nahezu monopolen Stellung italienischer Firmen auf dem dortigen Markt. Die Zulassung zum Wirtschaften erhielten bis zum Jahr 1940 in Summe 4007 Industrieunternehmen (Gesamtkapital von rund 2,7 Milliarden Lire) und 4785 Handelsunternehmen (Gesamtkapital von rund 1,1 Milliarden Lire). Die Bewerbungen von weiteren 4452 Unternehmen befanden sich im Stadium der behördlichen Prüfung, darunter 1225 Industrieunternehmen (Gesamtkapital von rund 450 Millionen Lire) und 1435 Handelsunternehmen (Gesamtkapital von rund 600 Millionen Lire). Der Historiker Haile M. Larebo (1994) hält diese Zahlen angesichts der geringen wirtschaftlichen Attraktivität Italienisch-Ostafrikas für „atemberaubend“, hält jedoch fest, dass von allen diesen Firmen nur 400 Industrie- und 650 Handelsbetriebe tatsächlich in die Kolonie investierten.
Ein besonderes Augenmerk legte die italienische Kolonial- und Besatzungsmacht auf den Ausbau der Infrastruktur. Der Fokus des Straßenbaus lag dabei im Norden des Landes, da dieser in erster Linie zur Eroberung Abessiniens und weniger zur Entwicklung der Kolonie diente. Das errichtete Straßennetz wurde während der Kämpfe mit dem abessinischen Widerstand und später im Zweiten Weltkrieg stark in Mitleidenschaft gezogen, und die äthiopische Regierung hatte nach der Befreiung große Schwierigkeiten bei deren Instandhaltung.

## Terror

### Verfolgung der politischen und intellektuellen Eliten
Bereits unter Generalgouverneur Pietro Badoglio wurde die Hauptstadt Addis Abeba wenige Tage ihrer Einnahme durch die Italiener einer „Säuberung“ unterzogen. Diese Welle von Hinrichtungen forderte etwa 1.500 Todesopfern, wobei auf Mussolinis Anordnung hin auch gezielt Angehörige der jungen Bildungsschicht („Young Ethiopians“) ermordet werden sollten, die der Diktator als „eingebildete und grausame Barbaren“ bezeichnete. Auch beim Pogrom von Addis Abeba, bei dem laut der ersten umfassenden Darstellung von Ian Campbell (2017) innerhalb von drei Tagen etwa 19.200 Menschen ermordetet wurden, gingen faschistische Todesschwadronen gezielt gegen die abessinische Intelligenz der Hauptstadt vor. Die von der faschistischen Besatzungsmacht gezielt betriebene Ermordung der äthiopischen Intelligenz hatte zur Folge, dass Äthiopien nach seiner erneuten Unabhängigkeit im politischen und intellektuellen Leben mit einer „verlorenen Generation“ (the missing generation) zu kämpfen hatte.

### Verfolgung der äthiopisch-orthodoxen Kirche
Am 30. Juli 1936 wurde auf einem öffentlichen Platz in Addis Abeba Abuna Petros, der Bischof von Wello und somit einer der höchsten Würdenträger der äthiopisch-orthodoxen Kirche, nach einem kurzen Schauprozess von italienischen Carabinieri erschossen. Er galt als unerbittlicher Gegner der italienischen Besatzungsherrschaft. Beim von Generalgouverneur Graziani angeordneten Massaker von Debre Libanos, dem „blutigsten Massaker an Christen auf dem afrikanischen Kontinent“, erschossen italienische Offiziere und Kolonialtruppen unter General Pietro Maletti von 19. bis 26. Mai 1937 etwa 2.000 abessinische Geistliche, Theologiestudenten und Pilger der Klosterstadt Debre Libanos.

## Wappen von Italienisch-Ostafrika

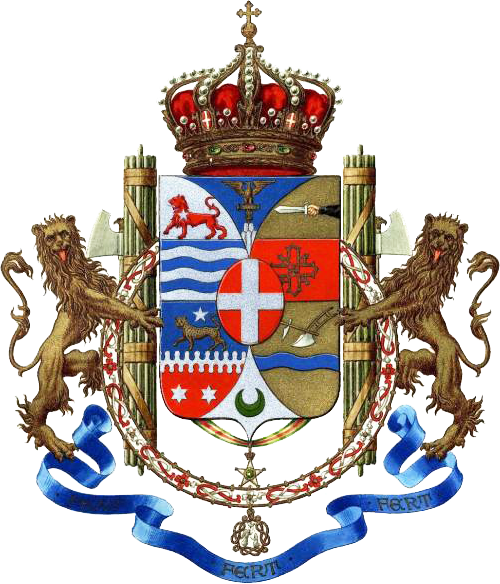
Nicht umgesetzter Entwurf des Wappens von Italienisch-Ostafrika (1940–1941)

Mit dem Königsdekret von 31. August 1939, das am 16. April 1940 im Amtsblatt Gazzetta Ufficiale del Regno d’Italia veröffentlicht wurde, erhielt Italienisch-Ostafrika offiziell auch ein eigenes Wappen. Die Blasonierung lautete:
„Lo Stemma Imperiale dell’Africa Orientale Italiana è formato da uno scudo sannitico inquartato: Nel primo (Eritrea): troncato: al 1° d’argento alla leonessa illeopardita di rosso, armata d’oro, caricata di una stella d’argento sul cuore; al 2° ondato d’azzurro e d’argento di sei pezzi; Nel secondo (Amara): al 1° d’oro, al braccio steso vestito di manica di camicia nera impugnante con la mano destra di carnagione un gladio romano, il tutto posto in fascia; al 2° di rosso alla croce copta d’oro; Nel terzo (Somalia): troncato innestato d’argento sulla partizione; al 1° d’azzurro al leopardo d’oro, chiazzato di nero, sormentato da una stella d’argento nel punto del capo; al 2° di rosso a due stelle d’argento di sei raggi poste in fascia; Nel quarto (Galla e Sidama): d’oro alla fascia ondata di azzurro, accompagnata in capo da un aratro al naturale; Controinnestato, in capo (Scioa): d’azzurro al monte di cinque colli all’italiana d’argento, movente dalla punta, sormontato dall’emblema legionario romano d’oro; in punta (Harar): d’argento al montante di verde. Sul tutto allo Scudo di Savoia: di rosso alla croce d’argento.
Lo scudo:
accostato da due Fasci Littori, sostenuti da due leoni d’oro, linguati di rosso, controrampanti, con la testa in maestà, pogginati su una lista d’azzurro con la scritta: «FERT - FERT - FERT»; accolato alla grande Collana dell’Ordine Supremo della SS. Annunziata e alla decorazione dell’Ordine coloniale della Stella d’Italia; sormontato dalla Corona Imperiale che è chiusa da otto vette d’oro (cinque visibili) moventi da aquile d’oro ad ali aperte, e da scudetti di Savoia sostenuti da Fasci Littori d’oro, alternati le une e gli altri con gruppi di tre perle disposte 1-2, riuniti con doppia curvatura sula sommità, fregiata all’esterno da otto grosse perle decrescenti dal centro e sostenenti un globo d’oro cerchiato, cimato dalla Croce Mauriziana d’oro, trifogliata, sulla sommità del globo; il tutto con alla base un cerchio d’oro con i margine cordonati fregiato da otto grossi zaffiri e rubini, cinque visibili, divisi da otto nodi di Savoia, quattro visibili.“

## Opferzahlen
Die genaue Anzahl der Todesopfer, welche der Krieg und die Besatzungsverbrechen in Italienisch-Ostafrika forderten, ist unter Historikern umstritten. Auf äthiopischer Seite gab die kaiserliche Regierung im Zuge ihrer Nachkriegsuntersuchungen an, dass während der Besatzungszeit von 1936 bis 1941 insgesamt 75.000 Widerstandskämpfer und 407.000 Zivilisten getötet worden seien. Die meisten europäischen Historiker sehen diese Zahlen jedoch als zu hoch. So geht die neuere italienische Forschung von der Ausrufung des Impero 1936 bis zum Beginn des Ostafrikafeldzuges 1940 auf Seiten Äthiopiens von 150.000 bis 200.000 Toten aus, die neuere deutschsprachige Forschung spricht für die gesamte Besatzungszeit bis 1941 von 180.000 bis 230.000 getöteten Äthiopiern.